# آکیفومی میورا
آکیفومی میورا (انگلیسی: Akifumi Miura؛ زادهٔ ۱۶ نوامبر ۱۹۸۱) بازیگر اهل ژاپن است.